# 2Xtreme
2Xtreme là một trò chơi điện tử thuộc thể loại đua xe do hãng Sony phát hành cho hệ máy PlayStation vào năm 1996 và là phần tiếp theo của ESPN Extreme Games, do chính ESPN tài trợ. Trong game, người chơi tham gia cuộc đua với những đối thủ khác tại các sự kiện khác nhau trên khắp thế giới thông qua bốn môn thể thao mạo hiểm gồm trượt patin, trượt ván, đi xe đạp và tượt tuyết. Một phần tiếp theo với tên gọi 3Xtreme được phát hành vào năm 1999.

## Lối chơi
Mưu mẹo của những độ khó khác nhau có thể được thực hiện trong cuộc đua để lấy điểm và cửa có màu khác nhau có thể được chuyển qua cho nhiều mục đích. Người chơi cũng có thể tha hồ đấm đá túi bụi vào đối thủ để hạ gục họ trên đường đua. Lệnh hồi máu được thực hiện một cách dễ dàng khi người chơi bị đo ván bởi một chướng ngại vật và giảm dần khi người chơi tăng tốc. 2Xtreme có bốn mức độ khó khác nhau. Người chơi có thể lựa chọn trong các tùy chọn như đua mà không có đối thủ khác do máy điều khiển và chức năng chiến đấu tắt được.
Trong 2Xtreme người chơi có thể làm một cuộc đua triển lãm (Exhibitions) bình thường hay một mùa giải (Seasons) trong đó bao gồm tất cả 12 vòng đua và tạo ra bảng xếp hạng dựa trên số điểm người chơi đạt được qua mỗi màn. Điểm số được tính toán chủ yếu là do thời gian người chơi kết thúc tại và diễn ra trong cuộc đua. Những điểm từ cửa, ẩu đả và thủ thuật này sau đó đều được thêm vào. Ở chế độ 2 người chơi cho cả phần Exhibitions và Seasons màn hình được chia theo chiều ngang và cả hai người chơi bắt đầu ở mặt sau của cuộc đua. Điều này làm cho game có đôi chút rắc rối khi người chơi khó quan sát và né tránh các chướng ngại vật trên đường đi của mình.